# عقربات
تقع بلدة عقربات في محافظة إدلب على الحدود السورية التركية بالقرب من معبر باب الهوى، ويوجد فيها مشفى الكويت للجراحة العظمية. يعود تاريخ هذه البلدة إلى ماقبل الميلاد. تشتهر باراضي الزيتون والرمان واللوز والتين.